# Chrysolina americana
Chrysolina americana — вид жуків підродини Chrysomelinae з родини листоїдів. Цей вид поширений в Східній Європі і середземноморському субрегіоні. Жуки мають короткі (тобто редуковані) крила і не здатні літати, що робить неможливим розселення жуків. Основними кормовими рослинами є розмарин лікарський та лаванда вузьколиста, вторинними є: чебрець звичайний, шавлія лікарська, перовськит. Перетинчастокрилі Anaphes chrysomelae(із родини Mymaridae) відкладають яйця в личинок жуків; личинки двокрилих — Macquartia dispar, Macquartia tenebricosa, Macquartia tessellum і Meigenia dorsalis — є ендопаразитами личинок жуків.